# Серафимовицький район
Серафімовіцький район (рос. Серафимовичский район) — муніципальне утворення у Волгоградській області.
Розташований на території українського історичного та культурного краю Жовтий Клин.